# Емануель Шафранко
Емануель Шафранко, також Емануїл Сафранко (Emanuel Šafranko, Emánuel Safrankó, 5 січня або 5 червня 1890 Підгоряни або Мукачево — 19 липня 1965 Будапешт) — чехословацький політик, міжвоєнний член Національних зборів від Комуністичної партії Чехословаччини, угорським політиком і дипломатом після Другої світової війни.

## Життєпис
Народився 5 січня 1890 року в Підгорянах (передмістя Мукачева), за іншими джерелами — 5 червня 1890 року в Мукачеві. Його батько був мірошником. Емануель закінчив шість класів школи, а також отримав професію мельника. Працював у рідному краї мірошником. Пізніше він працював у Будапешті та у 1908 році приєднався до Угорської соціал-демократичної партії (MSZDP). Під час Першої світової війни воював в армії. З 1919 — член Угорської комуністичної партії (МКП). Під час Угорської Республіки рада обіймала посади в місцевому керівництві цього режиму в Кечкеметі. Після падіння Радянської Республіки емігрував до Чехословаччини та в 1921 році був одним із засновників Комуністичної партії. У 1924—1929 роках був членом ЦК Комуністичної партії Чехословаччини. Працював партійним секретарем у Словаччині. За даними 1927 р. за фахом був робітником млина у Зволені.
Після довиборів у Підкарпатській Русі 1924 р. став депутатом Народних зборів Підкарпатської Русі. Захищав мандат на парламентських виборах 1925. Але тепер вже як депутат парламенту, обраний у Словаччині. Він також складав присягу словацькою мовою. Під час перебування в Чехословаччині він кілька разів був ув'язнений за свою політичну діяльність.
Наприкінці 1929 року за іншим джерелом у 1930 році (після звільнення з в'язниці) переїхав до Радянського Союзу. У 1932 році закінчив партійну школу в Харкові, у 1934—1938 роках вивчав економіку та політологію в Москві. Потім працював учителем. Під час Другої світової війни брав участь у створенні чехословацьких частин в СРСР на Уралі.
У 1945 році повернувся до Угорщини. Навесні 1945 року він став секретарем Угорської комуністичної партії в Кечкеметі. З червня 1945 року був членом Тимчасових угорських національних зборів у Кечкеметі. З травневої конференції партії 1946 року перебував у її керівництві. Потім працював в угорській дипломатії. У 1947 році він був у посольстві в Софії, з 1950 року в Пекіні, з 1954 року до виходу на пенсію в 1957 році, потім у Берліні.

### Зовнішні посилання
- Емануїл Шафранко в Національних зборах у 1928 році